# Тернопольский национальный медицинский университет имени И. Я. Горбачевского
Тернопольский национальный медицинский университет имени И. Я. Горбачевского (укр. Тернопільський національний медичний університет імені І.Я. Горбачевського) — высшее медицинское учебное заведение Украины, расположенное в городе Тернополь. Основанное в 1957 году.

## История
Тернопольский государственный медицинский институт с лечебным факультетом организован постановлением Совета Министров Украинской ССР от 12 апреля 1957 г. В 1992 г. Постановлением Кабинета Министров Украины от 1 июля 1992 года № 363 институту было присвоено имя выдающегося ученого, академика НАН Украины, уроженца Тернопольщины Ивана Яковлевича Горбачевского. 30 января 1997 года согласно Постановлению Кабинета Министров Украины № 92 институт получил статус медицинской академии. Согласно распоряжению Кабинета Министров Украины от 17.11.04 г. № 831-р, приказом МОЗ Украины от 2.12.2004 г. № 596 академию реорганизовано в Тернопольский государственный медицинский университет имени И. Я. Горбачевского. 17 апреля 2019 года Указом Президента Украины реорганизован в Тернопольский национальный медицинский университет имени И. Я. Горбачевского.
Тернопольский национальный медицинский университет имени И. Я. Горбачевского возглавляет Корда Михаил Михаилович, доктор медицинских наук, профессор.

### Основные этапы развития университета
- в 1961 г. впервые состоялся выпуск 203 врачей с дипломом Тернопольского мединститута;
- в 1994 г. институт аккредитован по IV уровню аккредитации;
- в 1995 г. открылся медсестринский факультет для подготовки специалистов по специальностям ,,Сестринское дело" и ,,Лабораторная диагностика". В 2000 г. он был реорганизован в факультет бакалавриата и младших специалистов медицины, а с сентября 2002 г. — в медицинский колледж академии. 4 октября 2005 года медицинский колледж ТГМУ реорганизован в учебно-научный институт медсестринства;
- с 1997 г. функционирует издательство «Укрмедкнига», которое стало базовым для ЦМК по ВМО МЗ Украины.
- с 1997 г. на всех курсах, а также в клинической ординатуре, началось обучение иностранных граждан, с 2000 г. функционирует подготовительное отделение для иностранных граждан. Введено обучение на английском языке. По состоянию на 1.10.2012 г. в университете обучается 1166 иностранный студент из более 60 стран мира.
- в 2000 г. впервые проведен прием на фармацевтический факультет, который начал подготовку провизоров, с 2001 г. на факультете ведется подготовка будущих клинических провизоров, с 2003 г. — провизоров-косметологов;
- в 2004 году начата подготовка специалистов по специальности «Стоматология». В 2009 году проведен первый выпуск врачей-стоматологов.
- в 2004 году осуществлён ремонт дома семьи Горбачевского в с. Зарубинцы Збаражского района, где организована усадьбу-музей И. Я. Горбачевского.

К 150-летию со дня рождения академика И. Я. Горбачевского установлен памятник ученому у морфологического корпуса.
- С 2006 года введена ступенчатое медсестринское образование. С сентября 2009 года начата подготовка медсестер-бакалавров по дистанционной форме обучения.
- в 2010 году получены лицензии на право подготовки студентов «Медико-профилактическое дело» (образовательно-квалификационный уровень специалист) и «Биология» (образовательно-квалификационный уровень бакалавр);
- в 2012 году получено лицензию на право подготовки студентов по направлению «Здоровье человека» (образовательно-квалификационный уровень бакалавр);

В университете развиваются научные школы: хирургов (член-кор. НАМН Украины, проф. Л. А. Ковальчук), инфекционистов (член-кор. НАМН Украины, проф. М. А. Андрейчин), педиатров (член-кор. НАМН Украины проф. И. С. Смиян, проф. О. Е. Федорцив, проф. Н. В. Банадига), фармакологов (проф. М. П. Скакун, проф. К. А. Посохова), морфологов (проф. Я. И. Федонюк, проф. К. С. Волков, проф. М. С. Гнатюк).

## Институты и факультеты
- Медицинский факультет
- Фармацевтический факультет
- Стоматологический факультет
- Факультет иностранных студентов
- Учебно-научный институт морфологии
- Учебно-научный институт медико-биологических проблем
- Учебно-научный институт фармакологии, гигиены и медицинской биохимии имени М. П. Скакуна
- Учебно-научный институт моделирования и анализа патологических процессов
- Учебно-научный институт медсестринства
- Учебно-научный институт последипломного образования

## Почётные доктора и выпускники
- Антонив Василий Федорович — профессор, заслуженный деятель наукии техники РФ, заведующий кафедрой оториноларингологии, Российского университета Дружбы народов.
- Чекман Иван Сергеевич — член-корреспондент НАН и НАМН Украины, профессор, заслуженный деятель науки и техники Украины, лауреат Государственной премии Украины, заведующий кафедрой фармакологии и клинической фармакологии Национального медицинского университета имени А. А. Богомольца.
- Цымбалюк Виталий Иванович — академик НАМН Украины, профессор, заслуженный деятель науки и техники Украины, лауреат Государственной премии Украины, заместитель директора Института нейрохирургии имени академика А. П. Ромоданова НАМН Украины, заведующий кафедрой нейрохирургии Национального медицинского университета имени А. А. Богомольца.
- Ситар Леонид Лукич — профессор, заслуженный деятель науки и техники Украины, лауреат Государственной премии Украины, заведующий отделом хирургического лечения патологии аорты Института сердечно-сосудистой хирургии имени академика Н. М. Амосова НАМН Украины.
- Сеймивський Даниил Антонович — профессор, заслуженный врач Украины, заведующий отделом детской урологии Института урологии НАМН Украины, главный детский уролог МОЗ Украины.
- Мальцев Владимир Иванович (09.06.1948-23.05.2008 года) — министр здравоохранения Украины (1994 год), профессор, заведующий отделом клинических исследований Государственного фармакологического центра МЗ Украины, профессор кафедры терапии ревматологии Национальной медицинской академии последипломного образования имени П. Л. Шупика.
- Дроговоз Светлана Мефодьевна — профессор, заслуженный деятель народного образования Украины, заведующий кафедрой фармакологии Национального фармацевтического университета.
- Горняк Мирослав Ярославович — кандидат медицинских наук, главный врач Тернопольской университетской больницы.
- Федонюк, Ярослав Иванович — учёный-анатом, педагог. Заслуженный деятель науки и техники УССР, доктор медицинских наук, профессор.
- Немчук Федор Алексеевич — кандидат медицинских наук, заслуженный врач РФ, врач высшей категории, заведующий четвертым кардиологическим отделением ГБУЗ «ВОККЦ».
- Маланчук, Владислав Александрович — член-корреспондент Национальной Академии медицинских наук Украины, доктор медицинских наук, профессор Национального медицинского университета имени А. А. Богомольца.

Заместителями Министра здравоохранения Украины в своё время работали выпускники университета В. Л. Весельский и С. В. Шевчук.

## Студенты

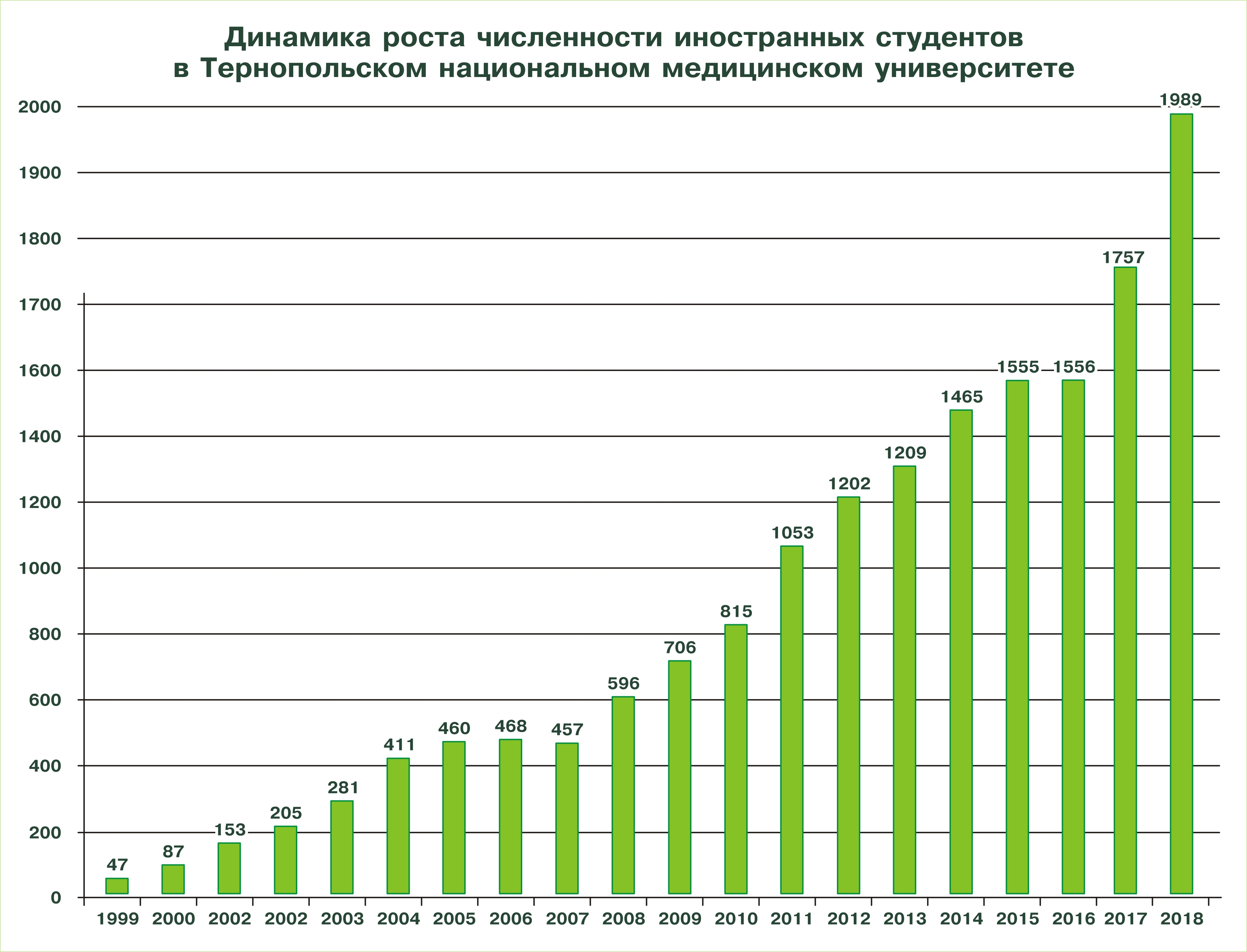
Динамика роста численности иностранных студентов в ТДМУ в 1999—2018 годах

Сейчас в университете проходят обучение свыше 4553 студента, в том числе 1977 иностранных студентов с 53 стран.